# ツナガルココロ 〜3つの愛の物語〜
『ツナガルココロ 〜3つの愛の物語〜』（ツナガルココロ みっつのあいのものがたり）は、2007年9月29日10:25 - 11:20に中京テレビのみで放送されたテレビドラマ。同局で放送された情報番組『アンデュ』のドラマプロジェクトの一環として製作され、本編同様に他局へのネットは行われなかった。

## あらすじ
北乃きい演ずる佐藤愛を主人公とした3話オムニバス形式のドラマ。
第1話 「恋愛ときめき編」 〜心はひとつ〜
テーマ：恋愛・三角関係
第2話 「友情ドタバタ編」 〜友情ゼッタイゼツメイ〜
テーマ：友情・喧嘩
第3話 「家族ウルルン編」 〜おめでと、おねえちゃん〜
テーマ：結婚

## キャスト
- 佐藤愛：北乃きい - 高校2年生。小学生の時に母（宮田早苗）を事故で亡くし、姉と父の3人家族。学校では放送部に所属している。
- 佐藤小百合：辺見えみり - 愛の姉。もうすぐ結婚することが決まっている。
- 本島卓也（第1話）：渡部建（アンジャッシュ） - 愛のアルバイト先のカフェの店長。
- 姫野達郎（第2話）：児嶋一哉（アンジャッシュ） - 愛の担任教師。
- 千裕：夏生さち - 愛の同級生で同じ放送部員。
- 英司：北条隆博 - 愛の恋人。
- 佐藤武彦：平田満 - 愛の父親。
- 樋口史
- 木村大志
- 鈴木里彩
- 先久知夏
- 松尾英太郎
- 小山町のみなさん
- 静岡県立小山高等学校バスケット部のみなさん
- なるにゃむ

## スタッフ
- 監督：森谷雄（第1・3話）、久保田博紀（第2話）
- 脚本：大野敏哉
- プロデューサー：瀬古隆司（中京テレビ）、森谷雄（アットムービー）
- 企画：西野貴司、徳升健一、居阪慎一
- 制作協力：アットムービー・クリエイティヴ
- 制作：中京テレビ

## その他
- NTTドコモによる一社提供で、ドラマ内でもドコモの携帯電話が重要なアイテムとして登場している。
- 北乃きいはドラマ『ライフ』でも北条隆博と共演している。
- 北乃きい演じる佐藤愛は放送部所属であるが、これは『14才の母』で演じた久保田恵役でも同様だった。
- 2008年2月20日、ポニーキャニオンよりこの作品を収録したDVD『ツナガルココロ 3 LOVE STORIES』が発売された。